# Querubí

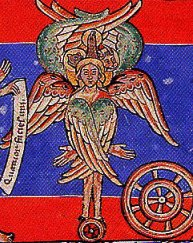
Querubí en una bíblia de l'any 1156

El querubí és un àngel d'alta jerarquia, usualment representat en art com un cap alat infantil sense cos, per indicar la poca vinculació amb el món terrenal, només la ment s'eleva cap al cel (el seu nom ve d'una arrel hebrea que vol dir 'saviesa').Apareixen a la Bíblia com a guardians del Paradís. Una altra tradició els representa com a éssers alats que barregen els trets d'un lleó, home, bou i àliga (els mateixos símbols que el tetramorf dels evangelistes), basant-se en l'Apocalipsi. A l'Edat Mitjana tenien tres parells d'ales. Alguns noms que la tradició atribueix als querubins són: Joziel, Ariel, Aladaià, Lauvià i Mebahel.